# Pittsburgh Ironmen 1946-1947
La stagione 1946-47 dei Pittsburgh Ironmen fu la 1ª e unica nella BAA per la franchigia.
I Pittsburgh Ironmen arrivarono quinti nella Western Division con un record di 15-45, non qualificandosi per i play-off.

## Roster
| N°    | Naz.                   | Ruolo | Sportivo        | Anno | Alt. | Peso |
| ----- | ---------------------- | ----- | --------------- | ---- | ---- | ---- |
|       | Stati Uniti (bandiera) | G     | Ed Melvin       | 1916 | 175  | 77   |
| 3     | Stati Uniti (bandiera) | A     | John Abramovic  | 1919 | 191  | 88   |
| 4     | Stati Uniti (bandiera) | A     | Mike Bytzura    | 1922 | 185  | 77   |
| 5     | Stati Uniti (bandiera) | G     | Tony Kappen     | 1919 | 178  | 75   |
| 5-6   | Stati Uniti (bandiera) | GA    | Moe Becker      | 1917 | 185  | 84   |
| 6     | Stati Uniti (bandiera) | A     | Coulby Gunther  | 1923 | 193  | 86   |
| 6     | Stati Uniti (bandiera) | G     | Red Mihalik     | 1916 | 183  | 82   |
| 7     | Stati Uniti (bandiera) | AC    | Roger Jorgensen | 1920 | 196  | 91   |
| 7     | Stati Uniti (bandiera) | A     | Walt Miller     | 1915 | 188  | 86   |
| 8     | Stati Uniti (bandiera) | G     | Stan Noszka     | 1920 | 185  | 84   |
| 9     | Stati Uniti (bandiera) | C     | Gorham Getchell | 1920 | 193  | 93   |
| 11    | Stati Uniti (bandiera) | AC    | John Mills      | 1919 | 203  | 92   |
| 12    | Stati Uniti (bandiera) | G     | Press Maravich  | 1920 | 183  | 84   |
| 14-18 | Stati Uniti (bandiera) | AC    | Harry Zeller    | 1919 | 193  | 95   |
| 15    | Stati Uniti (bandiera) | GA    | Joe Fabel       | 1917 | 185  | 86   |
| 15    | Stati Uniti (bandiera) | GA    | Nat Frankel     | 1913 | 183  | 88   |
| 17    | Stati Uniti (bandiera) | C     | Noble Jorgensen | 1925 | 206  | 103  |

## Staff tecnico
- Allenatore: Paul Birch